# 姚明伟
姚明伟（1947年2月—2001年10月30日）祖籍安徽省贵池县，生于河北阜平。原机械工业部副部长、党组成员，前中共中央政治局常委、国务院副总理姚依林唯一的儿子。

## 生平
姚明伟早年在北京市第三十五中学学习，在校期间曾任任志强所在初一班级的辅导员。姚明伟上完高三后去越南学习。任志强所在班级的辅导员此后先后为蒋小泉、王岐山。
姚明伟曾在中华人民共和国第一机械工业部工作。后历任中国机械设备进出口总公司副总经理、总经理，中华人民共和国机械电子工业部国际合作司司长，深圳中机实业开发中心主任，中国机械工业国际合作咨询服务中心主任，中华人民共和国机械工业部副部长、党组成员，国家机械工业局副局长、党组成员，中国机械工业联合会党委书记兼会长。
2001年10月30日，姚明伟在北京病逝，享年54岁。2001年11月8日，姚明伟的追悼会在北京举行。

## 家庭
- 父亲：姚依林[2]（1917年9月6日－1994年12月11日）。
- 母亲：洪寿子[1]（1918年－2007年）。
  - 儿子：姚庆（1976年10月26日－）[3]。
    - 儿媳：赵俊（1981年10月22日－），毕业于上海体育运动学校，中国内地女演员、模特。
      - 孙女：姚蓉。